# Yaimar Medina
Yaimar Abel Medina Ortiz (Eloy Alfaro, 5 novembre 2004) è un calciatore ecuadoriano, centrocampista del Genk.

## Caratteristiche tecniche
È un esterno sinistro di centrocampo che può giocare anche nel lato opposto.

## Carriera

### Club
Medina è cresciuto nel settore giovanile dell'Independiente del Valle, dove ha debuttato il 31 luglio 2022 nell'incontro di Primera Categoría Serie A pareggiato 1-1 contro il Barcelona SC. Ha segnato il suo primo gol un anno più tardi, il 3 giugno 2023, sempre in campionato contro l'Aucas.

### Nazionale
Nel gennaio del 2023 è stato incluso nella lista dei convocati della nazionale Under-20 per il campionato sudamericano di calcio Under-20 2023 organizzato in Colombia.
Il 6 settembre 2024 esordisce in nazionale maggiore nella sconfitta per 1-0 contro il Brasile.

## Statistiche

### Presenze e reti nei club
Statistiche aggiornate al 7 dicembre 2024.
| Stagione                       | Squadra                        | Campionato                     | Campionato | Campionato | Coppe nazionali | Coppe nazionali | Coppe nazionali | Coppe continentali | Coppe continentali | Coppe continentali | Altre coppe | Altre coppe | Altre coppe | Totale | Totale |
| Stagione                       | Squadra                        | Comp                           | Pres       | Reti       | Comp            | Pres            | Reti            | Comp               | Pres               | Reti               | Comp        | Pres        | Reti        | Pres   | Reti   |
| ------------------------------ | ------------------------------ | ------------------------------ | ---------- | ---------- | --------------- | --------------- | --------------- | ------------------ | ------------------ | ------------------ | ----------- | ----------- | ----------- | ------ | ------ |
| 2021                           | Indep. Juniors                 | B                              | 1          | 0          | -               | -               | -               | -                  | -                  | -                  | -           | -           | -           | 1      | 0      |
| 2022                           | Indep. Juniors                 | B                              | 1          | 0          | -               | -               | -               | -                  | -                  | -                  | -           | -           | -           | 1      | 0      |
| Totale Indep. Juniors          | Totale Indep. Juniors          | Totale Indep. Juniors          | 2          | 0          |                 | -               | -               |                    | -                  | -                  |             | -           | -           | 2      | 0      |
| 2022                           | Independiente del Valle        | A                              | 5          | 0          | CE              | 2               | 0               | CS                 | 1                  | 0                  | -           | -           | -           | 8      | 0      |
| 2023                           | Independiente del Valle        | A                              | 18         | 1          | -               | -               | -               | CL                 | 4                  | 0                  | SE+RS       | 0           | 0           | 22     | 1      |
| 2024                           | Independiente del Valle        | A                              | 25         | 5          | CE              | 5               | 0               | CL                 | 6                  | 0                  | -           | -           | -           | 36     | 5      |
| Totale Independiente del Valle | Totale Independiente del Valle | Totale Independiente del Valle | 48         | 6          |                 | 7               | 0               |                    | 11                 | 0                  |             | 0           | 0           | 66     | 6      |
| gen.-giu. 2025                 | Genk                           | D1                             | 0          | 0          | CB              | 0               | 0               | -                  | -                  | -                  | -           | -           | -           | 0      | 0      |
| Totale carriera                | Totale carriera                | Totale carriera                | 50         | 6          |                 | 7               | 0               |                    | 11                 | 0                  |             | 0           | 0           | 68     | 6      |

### Cronologia presenze e reti in nazionale
| Cronologia completa delle presenze e delle reti in nazionale ― Ecuador | Cronologia completa delle presenze e delle reti in nazionale ― Ecuador | Cronologia completa delle presenze e delle reti in nazionale ― Ecuador | Cronologia completa delle presenze e delle reti in nazionale ― Ecuador | Cronologia completa delle presenze e delle reti in nazionale ― Ecuador | Cronologia completa delle presenze e delle reti in nazionale ― Ecuador | Cronologia completa delle presenze e delle reti in nazionale ― Ecuador | Cronologia completa delle presenze e delle reti in nazionale ― Ecuador |
| Data                                                                   | Città                                                                  | In casa                                                                | Risultato                                                              | Ospiti                                                                 | Competizione                                                           | Reti                                                                   | Note                                                                   |
| ---------------------------------------------------------------------- | ---------------------------------------------------------------------- | ---------------------------------------------------------------------- | ---------------------------------------------------------------------- | ---------------------------------------------------------------------- | ---------------------------------------------------------------------- | ---------------------------------------------------------------------- | ---------------------------------------------------------------------- |
| 6-9-2024                                                               | Curitiba                                                               | Brasile                                                                | 1 – 0                                                                  | Ecuador                                                                | Qual. Mondiali 2026                                                    | -                                                                      | 85’                                                                    |
| 5-6-2025                                                               | Guayaquil                                                              | Ecuador                                                                | 0 – 0                                                                  | Brasile                                                                | Qual. Mondiali 2026                                                    | -                                                                      | 89’                                                                    |
| Totale                                                                 |                                                                        | Presenze                                                               | 2                                                                      |                                                                        | Reti                                                                   | 0                                                                      |                                                                        |

## Palmarès

### Club

#### Competizioni nazionali
- Copa Ecuador: 1

Independiente del Valle: 2022
- Supercoppa ecuadoriana: 1

Independiente del Valle: 2023

#### Competizioni internazionali
- Coppa Sudamericana: 1

Independiente del Valle: 2022
- Recopa Sudamericana: 1

Independiente del Valle: 2023